# Yukhannan VIII Hormizd
Yukhannan VIII Hormizd, nato Yukhannan Hormizd (Alqosh, 1760 – Mosul, 14 agosto 1838), è stato eparca di Mosul della Chiesa d'Oriente (ultimo patriarca ereditario della linea di Eliya) e patriarca della Chiesa caldea con il nome di Yukhannan VIII, il primo a fregiarsi del titolo di «Patriarca di Babilonia dei Caldei».

## Biografia
Nativo di Alqosh, un villaggio del distretto di Mosul (nel nord della Mesopotamia), era nipote di Mar Eliya XII Denha, patriarca della successione di Alqosh della Chiesa d'Oriente. Il 22 maggio 1776, all'età di sedici anni, fu ordinato vescovo metropolita con diritto di successione al trono patriarcale. Dal 1771 Eliya XII sottoscrisse una professione di fede cattolica; tuttavia le sue iniziative di riavvicinamento alla Chiesa cattolica furono ignorate a Roma. Nel 1778 Eliya XII morì. Yukhannan non poté esercitare il diritto di successione perché troppo giovane: venne scelto il cugino Ishoyahb, che assunse il nome di Eliya XIII Ishoyahb (1778-1804). Egli inizialmente appoggiò l'unione con Roma, ma presto ritrattò. Ciò determinò la divisione del patriarcato di Alqosh tra i sostenitori di Eliya XIII e i sostenitori dell'unione con Roma, guidati da Yukhannan Hormizd, che ebbe con sé anche la maggioranza dei vescovi. Per la sua sincera fede cattolica e per aver conquistato al cattolicesimo molti notabili del popolo caldeo, Hormizd conquistò la fiducia della Santa Sede, che lo riconobbe nel 1783 arcieparca di Mosul ed amministratore del patriarcato di Babilonia, decisioni confermate nel 1803.
Nel 1804 Eliya XIII morì senza lasciare un seguito e la sede patriarcale nestoriana di Alqosh restò vacante. Intanto la posizione di Yukhannan Hormizd presso la Santa Sede iniziò a vacillare. Nel 1795 era stato oggetto di una relazione che conteneva un giudizio negativo da parte del visitatore apostolico, il carmelitano padre Fulgenzio. Il carmelitano aveva anche ricevuto la conferma dell'esistenza di conflitti tra l'eparca e i suoi vescovi. Ma la Chiesa di Roma non poté prendere decisioni in tempi rapidi, poiché era sottoposta alle violenze del periodo napoleonico. La difficile situazione ritardò ogni provvedimento, finché il 15 febbraio 1812 Propaganda Fide decise di sospendere Yukhannan Hormizd da ogni sua funzione, sospensione che fu rinnovata il 24 maggio 1818 direttamente dal nuovo amministratore patriarcale, Augustin Hindi.
Hormizd trascorse lunghi anni senza ricoprire incarichi di responsabilità. Durante questo periodo trovò un potente e valido sostenitore nella persona di Pierre-Alexandre Coupperie, vicario apostolico latino di Baghdad dal 2 maggio 1820, che indirizzò a Propaganda Fide lettere e rapporti a suo favore. Lo studio delle missive di Coupperie, e di altri documenti a sostegno di Mar Yukhannan, imposero alla Santa Sede una revisione delle sue precedenti decisioni. Il 7 maggio 1826 papa Leone XII accordò l'assoluzione all'arcivescovo.
L'assoluzione generò nuove tensioni ai vertici della Chiesa caldea. Infatti, da una parte c'era Augustin Hindi, arcieparca di Diyarbakır, che già pensava di essere patriarca e si faceva chiamare Yosep V; dall'altra Mar Yukhannan, riconciliatosi con la Santa Sede, che apparteneva alla Bar Abouna, la nobile famiglia caldea che dal XV secolo in poi aveva senza interruzioni dato patriarchi alla Chiesa nestoriana.
Quando oramai Propaganda Fide aveva preso la decisione di confermare Mar Hindi come amministratore della sola parte di patriarcato che dipendeva da Diyarbakır, e dunque implicitamente di riconoscere Yukhannan Hormizd come patriarca caldeo, il 3 aprile 1827 giunse la notizia che Augustin Hindi era deceduto. La strada era aperta per il riconoscimento definitivo ed ufficiale di Mar Yukhannan.
Il 5 luglio 1830, con la bolla Cum patriarchalis Ecclesia, Yukhannan Hormizd fu riconosciuto come patriarca di tutti i caldei cattolici col titolo di "Patriarca di Babilonia dei Caldei". Le sedi di Diyarbakır e di Mosul furono unificate sotto la sua giurisdizione.
Già anziano ed ammalato, Yukhannan VIII il 13 ottobre 1837 nominò suo coadiutore Giorgio Pietro de Natali, vescovo di Gazireh, ma senza diritto di successione. La Santa Sede, volendo evitare che la famiglia di Yukhannan Hormizd continuasse nella tradizione secolare di eleggere un familiare al trono patriarcale, con bolla del 25 settembre 1838 nominò Nikolas Eshaya vicario patriarcale con diritto di successione.
Mar Yukhannan VIII morì a Mosul il 14 agosto 1838.

## Genealogia episcopale e successione apostolica
La genealogia episcopale è:
- Patriarca Eliya XI Denha
- Patriarca Yukhannan VIII Hormizd

La successione apostolica è:
- Arcivescovo Abraham (1789)
- Arcivescovo Paul Pandari (1791)
- Vescovo Mathieu Simon (1791)
- Vescovo Isaie Jesu-Yab-Jean Guriel (1795)
- Vescovo Jesu-Yab Melchisedech (1833)
- Vescovo Giwargis Peter Mawlada de Natali (1835)
- Patriarca Nikolas I Eshaya (1836)